# San Roque (Antioquia)
San Roque est une municipalité située dans le département d'Antioquia, en Colombie.